# Аш-Шейх-Бадр
Аш-Шейх-Бадр (араб. الشيخ بدر) — місто в Сирії. Знаходиться в провінції Тартус. Центр однойменного району.
| Сирія | Це незавершена стаття з географії Сирії. Ви можете допомогти проєкту, виправивши або дописавши її. |